# Autel du duc Ratchis
L'Autel du duc Ratchis est l'une des sculptures les plus importantes de la Renaissance lutprandéenne qui est conservé au Musée chrétien de Cividale del Friuli dans la province d'Udine, dans la région autonome du Frioul-Vénétie Julienne en Italie. Elle est datée entre 737 et 744, période où le Lombard Ratchis est duc de Frioul. Les dimensions sont de 1,44 x 0,90 x 0,88 m. L’autel a été porté en 1947 auprès de la cathédrale de Cividale del Friuli par l’église San Martino de Cividale, où il est déjà attesté en 1568.

## Description et style

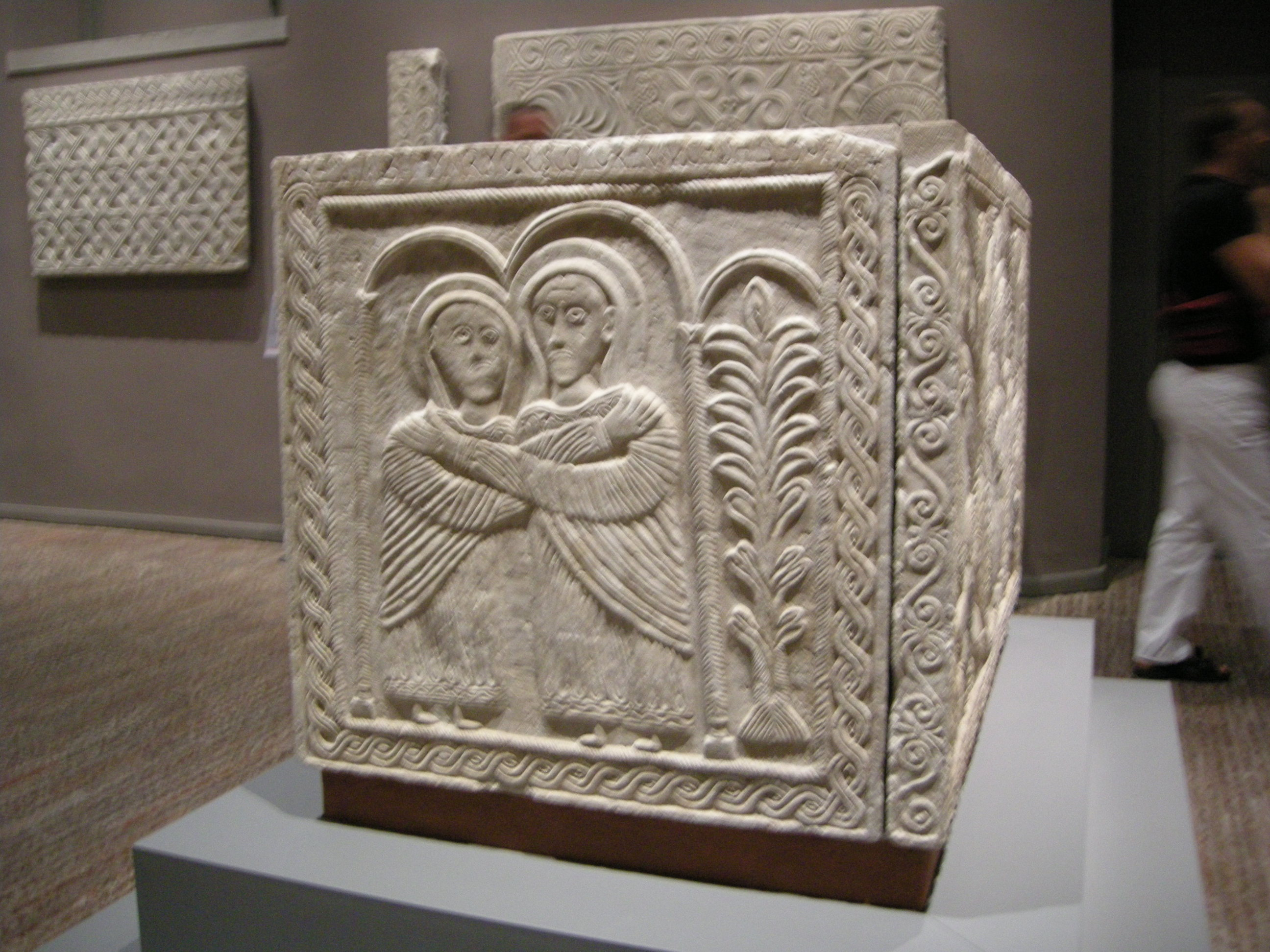
Détail.

Composé de quatre panneaux de marbre d'Aurisina, il présente une épigraphe latine en haut et divers sujets religieux sur les quatre faces : la Visite de la Vierge Marie à sa cousine Elisabeth, aussi appelée simplement Visitation ; Christ en majesté dans un vesica piscis soutenu par quatre anges ; l' Adoration des Mages. Des résidus importants de pigments altérés sont présents à la surface de la façade.
Les figures sculptées sont fortement bidimensionnelles et se détachent clairement du plan inférieur, comme un dessin en relief. Ces caractères, la stylisation marquée des personnages et la calligraphie d'ensemble font ressembler l'autel à un monumental coffret en ivoire.
Conformément à un style fortement abstrait de la matrice de l'Antiquité tardive, loin du rendu naturaliste des sujets, les figures humaines présentent quelques déformations, comme celles des grandes mains des anges tenant le vesica piscis. Les visages sont caractérisés par l'effilement du menton (visages « en poire inversée »). L'anti-naturalisme formel et le fort rebond chromatique qu'avaient autrefois les surfaces, soulignent fortement la valeur sacrée et symbolique de l'œuvre. Une perspective signifiante symbolique des personnages subsiste, pour laquelle les personnages les plus importants tels que Marie par rapport à sa cousine Elisabeth et Jésus par rapport aux anges, ont une taille plus importante.

### Majestas Domini

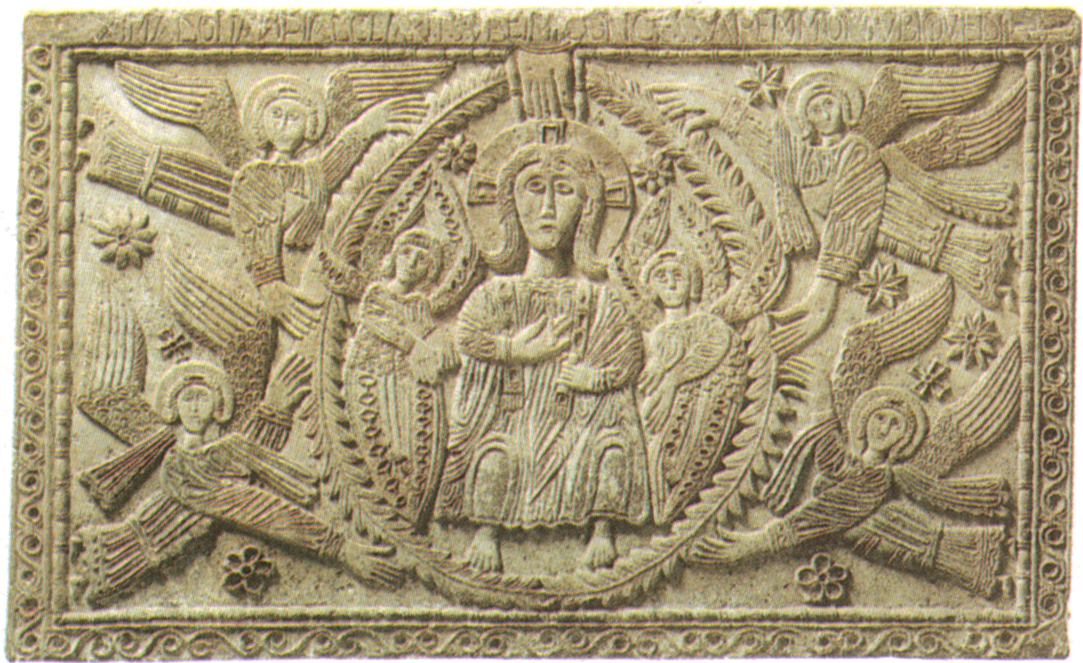
Christ en gloire.

Le Christ en gloire, ou Majestas Domini, est placé sur la façade de l'autel et a été réalisé selon la technique du bas-relief. Le Christ monte au ciel à l'intérieur d'un amandier arboricole, soutenu par quatre anges et flanqué de deux autres anges dans lesquels l'iconographie des chérubins est contaminée par celle des séraphins. Un délicat motif ornemental encadre la scène (motif S comparé). À l'origine, ce panneau était rehaussé de polychromie, de pâte de verre et de feuille d'or.

### Adoration des mages
Dans l'Adoration des Mages, la Vierge est assise sur un haut trône de bois avec l'Enfant Jésus sur ses genoux et, à gauche, les trois rois mages portent des cadeaux. Un ange au-dessus, placé horizontalement, les guide sur leur chemin. La Vierge est caractérisée par une croix gravée sur le front ; les mages se caractérisent par des robes typiquement asiatiques (coiffe phrygienne et robes drapées).
Comme dans la scène précédente, la surface est fortement décorée, dans la lignée de l'horror vacui (peur du vide) qui caractérise toute la sculpture barbare, avec une perspective signifiante des personnages.